# JO1
JO1(제이오원, ジェイオーワン)은 2020년 3월 4일에 데뷔한 일본의 11인조 보이 그룹으로, 2019년에 방영된 오디션 프로그램 《PRODUCE 101 JAPAN》에서 최종 선발되었다. 그룹명 ‘JO1’은 “PRODUCE 101 JAPAN을 통해서 함께 꿈을 목표로 한 멤버들이 하나가 되어서 세상의 정점을 목표로 할 것이다”라는 뜻이다. JO1의 팬덤명은 ‘JAM’(잼, 일본어: ジャム)이다. JO1의 소속사는 한국의 엔터테인먼트 기업 CJ ENM과 일본의 요시모토 흥업의 합작 LAPONE ENTERTAINMENT다.

## 활동

### 데뷔 전
2019년 12월 12일, 팬 클럽이 오픈됐다.

### 2020년: 일본 데뷔,PROTOSTAR
2020년 1월 31일과 2월 1일에 퍼시피코 요코하마, 2월 18, 19, 20일에 오사카의 오릭스 극장에서 팬 미팅을 개최하였다. 동년 3월 4일에는 데뷔 싱글인 〈PROTOSTAR〉를 발매하였다.

## 구성원
| 이름            | 소개 |
| --------------- | --- |
| 마메하라 잇세이 | - 본명: 마메하라 잇세이(일본어: 豆原 一成) - 생년월일: 2002년 5월 30일(23세) - 출신지: 일본 오카야마현 - 혈액형: O형 - 키: 173cm - 몸무게: 69kg         |
| 카와시리 렌     | - 본명: 카와시리 렌(일본어: 川尻 蓮) - 생년월일: 1997년 3월 2일(28세) - 출신지: 일본 후쿠오카현 - 혈액형: O형 - 키: 173cm - 몸무게: 60kg                |
| 카와니시 타쿠미 | - 본명: 카와니시 타쿠미(일본어: 川西 拓実) - 생년월일: 1999년 6월 23일(26세) - 출신지: 일본 효고현 - 혈액형: B형 - 키: 170cm - 몸무게: 57kg             |
| 오히라 쇼세이   | - 본명: 오히라 쇼세이(일본어: 大平 祥生) - 생년월일: 2000년 4월 13일(25세) - 출신지: 일본 교토부 - 혈액형: A형 - 키: 176cm - 몸무게: 63kg               |
| 츠루보 시온     | - 본명: 츠루보 시온(일본어: 鶴房 汐恩) - 생년월일: 2000년 12월 11일(24세) - 출신지: 일본 효고현 고베시(시가현) - 혈액형: A형 - 키: 178cm - 몸무게: 64kg |
| 시로이와 루키   | - 본명: 시로이와 루키(일본어: 白岩 瑠姫) - 생년월일: 1997년 11월 19일(27세) - 출신지: 일본 도쿄도 - 혈액형: O형 - 키: 175cm - 몸무게: 55kg              |
| 사토 케이고     | - 본명: 사토 케이고(일본어: 佐藤 景瑚) - 생년월일: 1998년 7월 29일(27세) - 출신지: 일본 아이치현 - 혈액형: A형 - 키: 181cm - 몸무게: 60kg               |
| 키마타 쇼야     | - 본명: 키마타 쇼야(일본어: 木全 翔也) - 생년월일: 2000년 4월 5일(25세) - 출신지: 일본 아이치현 - 혈액형: A형 - 키: 171cm - 몸무게: 60kg                |
| 코노 준키       | - 본명: 코노 준키(일본어: 河野 純喜) - 생년월일: 1998년 1월 20일(27세) - 출신지: 일본 나라현 - 혈액형: O형 - 키: 174cm - 몸무게: 64kg                   |
| 킨조 스카이     | - 본명: 킨조 스카이(일본어: 金城 碧海‬) - 생년월일: 2000년 5월 6일(25세) - 출신지: 일본 오사카부 - 혈액형: A형 - 키: 178cm - 몸무게: 60kg                |
| 요나시로 쇼     | - 본명: 요나시로 쇼(일본어: 與那城 奨) - 생년월일: 1995년 10월 25일(29세) - 출신지: 일본 오키나와현 - 혈액형: O형 - 키: 180cm - 몸무게: 70kg            |

## 음반 목록
- 〈PROTOSTAR〉 (2020년)

## 수상
- 2022년 엠넷 아시안 뮤직 어워즈 페이보릿 아시안 아티스트상
- 2024년 코리아 그랜드 뮤직 어워즈 K-POP 해외 아티스트상